# Spartakus (serial telewizyjny)
Spartakus (ang. Spartacus) – amerykański serial telewizyjny emitowany przez telewizję Starz od 22 stycznia 2010 roku. Fabuła serialu koncentruje się na losach Spartakusa, trackiego gladiatora, który w latach 73–71 p.n.e. dowodził powstaniem niewolników przeciwko republice rzymskiej. Pierwsza seria przedstawia wymyśloną przez twórców (ze względu na słabo udokumentowany życiorys Spartakusa) wersję wydarzeń, które doprowadziły do powstania, z kolei na drugą i trzecią składają się epizody z przebiegu rebelii.
Na serial składają się cztery serie, noszące podtytuły Krew i piach (ang. Blood and Sand) z 2010 roku, prequel Bogowie Areny (ang. Gods of the Arena) z 2011 roku, sequel Zemsta (ang. Vengeance) z 2012 roku i Wojna potępionych (ang. War of the Damned) z 2013 roku.
W Polsce serial premierowo emitowany był przez telewizję HBO od 19 czerwca 2010 do 18 maja 2013 roku. 3 marca 2013 emisję Krwi i piachu rozpoczęła ogólnodostępna TV Puls, w kolejne niedziele nadająca po dwa odcinki – pierwszy w wersji ocenzurowanej, zaś drugi bez cenzury. 7 października 2013 roku emisję pierwszej serii rozpoczęła telewizja AXN Black.

## Fabuła
Podczas rzymskiej kampanii przeciwko Dakom Trakowie sprzymierzają się z Rzymianami w celu obronienia swojej ojczyzny. Rzymianie dowodzeni przez Klaudiusza Glabera łamią sojusz, wskutek czego ziemie Traków zostają złupione. Bezimienny wojownik wszczyna bunt przeciwko Rzymianom, a następnie dezerteruje i wraca do swojej wioski, chcąc ocalić żonę, Surę. Udaje mu się zbiec, jednak następnego dnia zostaje złapany przez Glabera, który skazuje go na śmierć. Sura zostaje sprzedana w niewolę, wojownik zaś trafia do Kapui, gdzie na arenie zabija czterech gladiatorów mających wykonać na nim egzekucję. Pod wpływem zachwyconego wojownikiem tłumu senator Albiniusz zmienia wyrok ze śmierci na niewolnictwo. Lentulus Batiatus, właściciel jednego z miejscowych ludusów, proponuje nazwać wojownika Spartakusem, ponieważ walczy on jak tracki król noszący to imię.
Batiatus kupuje cieszącego się popularnością wśród tłumu Spartakusa, który rozpoczyna szkolenie pod okiem byłego gladiatora Oinomaosa. Spartakus zaprzyjaźnia się z Warro – obywatelem rzymskim, który sprzedał się w niewolę w celu spłacenia długów i wspomożenia rodziny. Staje się również obiektem drwin bardziej doświadczonych gladiatorów, głównie Gala Kriksosa i Kartagińczyka Barki. Niedługo później Spartakus odkrywa, że Sura została sprzedana syryjskiemu łowcy niewolników. Batiatus, nie mogąc okiełznać Spartakusa, obiecuje kupić Surę, jeśli ten sprawdzi się na arenie.
Po wielu pozornie przegranych walkach i dalszym szkoleniu Spartakus staje się żywą legendą, do którego przylgnął przydomek Mistrz Kapui. Batiatus aranżuje zakup Sury, nie chcąc jednak stracić posłuszeństwa Spartakusa potajemnie wynajmuje zbirów, którzy atakują konwój i śmiertelnie ranią Surę. Po śmierci żony Spartakus odrzuca swoje trackie dziedzictwo i marzenie o wolności, skupiając się na życiu gladiatora.
Podczas przyjęcia zorganizowanego na cześć Numeriusza, syna kapuańskiego magistra, Spartakus zostaje zmuszony do walki z Warro. Ilityia, żona Glabera, nienawidząca Traka za to, że ośmieszył jej męża, uwodzi Numeriusza i przekonuje go, aby zażądał on śmierci dla przegranego. Po wygranej Spartakusa młodzieniec kieruje kciuk w dół, zaś chcący przypodobać się jego ojcu Batiatus nakazuje Spartakusowi zabicie Warro. Spartakus, majaczący wskutek ran odniesionych w pojedynku, odkrywa, że za śmiercią Sury stoi Batiatus. Nie mając już nic do stracenia, wszczyna bunt przeciwko swoim panom, mordując Batiatusa i wielu notabli podczas organizowanego przez lanistę przyjęcia.
Glaber, będący już pretorem, zostaje wysłany do Kapui w celu stłumienia rebelii, zanim wymknie się ona spod kontroli i rozprzestrzeni na inne miasta. Spartakus zostaje zmuszony do podjęcia decyzji – dokonać zemsty na człowieku, który skazał na śmierć jego i jego żonę, lub poświęcić się w imię większego dobra i zażegnać spory wśród towarzyszy, mogące doprowadzić do rozpadu dopiero co powstającej armii niewolników. Ostatecznie Spartakusowi udaje się dokonać zemsty na Glaberze i zebrać silną armię, jednak miejsce poległego pretora zajmuje Marek Krassus.
Niepowodzenie Glabera wykorzystuje Marek Krassus, który dzięki podstępowi i sprzymierzeniu się z Juliuszem Cezarem staje na czele nowej rzymskiej armii mającej zdławić powstanie. Cezar zostaje dowódcą wojsk, co prowadzi do konfliktu z synem Krassusa, Tyberiuszem. W międzyczasie Spartakus, Kriksos, Agron i Gannikus po odniesieniu szeregu zwycięstw postanawiają zająć miasto Sinuessa, aby przeczekać w nim zimę. Podczas oblężenia dochodzi do różnicy zdań pomiędzy buntownikami – część z nich chce zamordować rzymskich mieszkańców, Spartakus jednak nakazuje wziąć ich w niewolę. Buntownicy sprzymierzają się z piratami, mającymi zapewnić im żywność na zimę.
Armia Krassusa zakłada obóz niedaleko Sinessy. Tyberiusz, chcąc udowodnić ojcu, że jest lepszym dowódcą od Cezara, wbrew wyraźnemu zakazowi Krassusa przypuszcza atak na buntowników, którzy w pobliżu miasta pertraktują z piratami. Oddział Tyberiusza zostaje zmasakrowany, zaś on sam odnosi poważne rany. Jako karę za nieposłuszeństwo, którego ceną była bezsensowna śmierć wielu Rzymian, Krassus zarządza decymację, w której mają wziąć udział Tyberiusz i żołnierze, którzy przeżyli pod jego dowództwem, wskutek czego Tyberiusz zmuszony jest wykonać egzekucję na swoim najlepszym przyjacielu.
Cezar, podając się za niewolnika, przenika do Sinuessy, gdzie zaczyna podżegać przeciwko sobie Spartakusa i Kriksosa, wskutek czego Spartakus mianuje swoim zastępcą Gannikusa. Agron, Saksa i Donar demaskują Cezara, któremu jednak udaje się wpuścić do miasta żołnierzy Krassusa. Podczas okupacji Gannikus zostaje uwięziony w mieście z Laetą i Sybilą, ostatecznie jednak udaje mu się uciec do nowego obozu buntowników, przy okazji ciężko raniąc Cezara. Krassus, chcąc uhonorować bohaterstwo Juliusza, nakazuje Tyberiuszowi zorganizować święto na jego cześć, co jeszcze bardziej pogłębia przepaść pomiędzy nim a jego najbliższymi, w efekcie czego jego kochanka Kore zdradza go i sprzymierza się z rebeliantami.
Buntownicy, uwięzieni w górach w środku zimy, kłócą się o to, jakie kroki należy podjąć w następnej kolejności. Ostatecznie drogi Spartakusa i Kriksosa rozchodzą się: Gal wraz ze swoimi ludźmi, Naewią i Agronem, rusza na Rzym, podczas gdy Spartakus udaje się w przeciwnym kierunku, mając zamiar przeprawić buntowników przez góry i uciec spod rzymskiej jurysdykcji. Kriksos wygrywa kilka bitew, jednak w pobliżu Rzymu wpada w pułapkę Krassusa, wskutek czego ponosi śmierć, zaś ciężko ranny Agron trafia do niewoli, gdzie zostaje ukrzyżowany przez Cezara.
Krassus wysyła Naewię do Spartakusa, aby przekazała mu głowę Kriksosa i wieści o jego śmierci. Niedługo później buntownikom udaje się pojmać oddział Tyberiusza – Krassus proponuje wymianę: pięciuset pojmanych pod Rzymem buntowników za jego syna. Podczas igrzysk urządzonych na cześć Kriksosa, w których dawni gladiatorzy walczą z pojmanymi Rzymianami, Naewia pokonuje Tyberiusza, daruje mu jednak życie, aby Spartakus mógł wymienić go za swoich ludzi. Tuż przed opuszczeniem obozu Tyberiusz zostaje zasztyletowany przez Kore, którą wcześniej zgwałcił. Cezar wykorzystuje okazję, biorąc ze sobą Kore, w zamian oddając pięciuset buntowników, w tym poważnie rannego Agrona.
Spartakus, wiedząc, że jego sprawa jest już przegrana, dzieli rebeliantów na trzy grupy – dwie, składające się głównie z kobiet, dzieci i starców, mają przeprawić się przez góry i uciec poza jurysdykcję Rzymu, zaś trzecia, składająca się z wojowników, rusza na Rzymian, aby kupić uciekającym trochę czasu. Podczas bitwy ginie m.in. Naewia, zaś Spartakus w starciu z Krassusem i jego świtą odnosi poważne rany. Zostaje uratowany przez Agrona, który zabiera go w miejsce spotkania z uciekającymi niewolnikami, gdzie Spartakus umiera. Po pogrzebaniu Spartakusa Agron, jedyny ocalały gladiator z ludusu Batiatusa, wraz ze swoim ukochanym Nazirem i pozostałymi buntownikami przeprawiają się przez góry, uciekając z Rzymu. Gannikus, ranny podczas bitwy i pojmany w niewolę, zostaje ukrzyżowany wraz z innymi jeńcami wzdłuż Via Appia.

## Historia produkcji
Zdjęcia do pierwszej serii rozpoczęły się na początku 2009 roku, mniej więcej w tym samym czasie rozpoczęto promocję serialu, którego premierę zapowiedziano na 22 stycznia 2010 roku. Na miesiąc przed premierą, 22 grudnia 2009, telewizja Starz złożyła zamówienie na produkcję drugiej serii.
9 marca 2010 roku ogłoszono, że produkcja drugiej serii zostaje przełożona ze względu na zdiagnozowanie u grającego Spartakusa Andy’ego Whitfielda chłoniaka nieziarniczego. Podczas gdy Whitfield przechodził chemioterapię, telewizja Starz zrealizowała sześcioodcinkowy miniserial Spartakus: Bogowie areny, stanowiący prequel wydarzeń przedstawionych w Krwi i piachu. Pojawiły się w nim zarówno nowe postaci, w tym główny bohater Gannikus (Dustin Clare), jak i te znane wcześniej z serialu, m.in. Batiatus (John Hannah), Lukrecja (Lucy Lawless), Kriksos (Manu Bennett) i Oinomaos (Peter Mensah). Whitfield ponownie wcielił się w Spartakusa, jednak jego rola ograniczyła się do krótkiej narracji w ostatnim odcinku. Zdjęcia do Bogów areny realizowano w Nowej Zelandii latem 2010 roku, zaś emisja rozpoczęła się w styczniu 2011.
We wrześniu 2010 roku telewizja Starz poinformowała o nawrocie choroby Whitfielda, który postanowił zrezygnować z roli w drugiej serii. Aktor udzielił jednocześnie błogosławieństwa stacji, pozwalając na znalezienie nowego aktora wcielającego się w Spartakusa i kontynuowanie serialu. Twórca Spartakusa, Steven S. DeKnight, stwierdził w wywiadzie, że istnieje kilku potencjalnych kandydatów do objęcia głównej roli w drugiej serii, której produkcja rozpocznie się w Nowej Zelandii w kwietniu 2011 roku. Powiedział również, że stacja i producenci rozważali, czy serial należy kontynuować bez Whitfielda, który nadał postaci Spartakusa „powagę i duszę”: „Niełatwo jest obsadzać w głównej roli nowego aktora, więc przez długi czas zastanawialiśmy się, czy w ogóle chcemy to zrobić. Wtedy Andy powiedział: »Powinniście kontynuować beze mnie, macie moje błogosławieństwo. Chcę, żeby ta historia została opowiedziana do końca«”. 17 stycznia 2011 roku ogłoszono, że rolę Whitfielda przejął australijski aktor telewizyjny Liam McIntyre.
26 lutego 2011 w wywiadzie udzielonym „Entertainment Weekly” DeKnight ujawnił, że emisja drugiej serii rozpocznie się pod koniec stycznia 2012, jednak ze względu na opóźnienia w produkcji z udziału w serialu zrezygnowała wcielająca się w Naevię Lesley-Ann Brandt, którą zastąpiła inna aktorka. 1 sierpnia pojawił się pierwszy zwiastun serii ujawniający jej podtytuł – Zemsta.
11 września, w wieku 39 lat, zmarł Andy Whitfield. 7 listopada, na dwa miesiące przed premierą Zemsty, telewizja Starz zapowiedziała realizację trzeciej serii. W czerwcu 2012 roku zapowiedziano, że trzecia seria – Wojna potępionych – będzie ostatnią.

## Nieścisłości historyczne
- Barka przedstawiany jest jako ostatni żyjący jeniec z Kartaginy, zniszczonej przez Rzymian w 146 roku p.n.e. Fabuła pierwszej serii rozgrywa się w 70 roku p.n.e., więc Barka musiałby mieć około stu lat.
- Batiatus nosi w serialu imię Kwintus, podczas gdy w rzeczywistości nazywał się Gnejusz.
- Historycznie Spartakus został przełożonym szkoły Batiatusa i miał za zadanie uczyć nowych niewolników.
- Ilytia staje się patronką jednego z niewolników z domu Batiatusa, nie zawiera jednak umowy przeniesienia jego posiadania, co jest sprzeczne z prawem rzymskim.
- W Oenomaosa wciela się czarnoskóry aktor Peter Mensah, chociaż w rzeczywistości Oenomaos był Galem.
- W odcinku Odkrycia rząd koński Glabera wyposażony jest w strzemiona, wynalezione kilkaset lat później w Azji.
- Szkoła Batiatusa liczyła ok. 200 gladiatorów. Ucieczka planowana była przez wiele miesięcy, ostatecznie uciekło 78 gladiatorów.
- Postać Juliusza Cezara została wprowadzona do serialu po konsultacjach z historykami, którzy stwierdzili, że nie istnieją żadne przekazy historyczne potwierdzające jego udział w tłumieniu powstania Spartakusa. Udział Cezara w tych wydarzeniach określony został jako możliwy, ale mało prawdopodobny.
- Gannikus w serialu do samego końca pozostaje wierny Spartakusowi, zaś po pokonaniu buntowników zostaje ukrzyżowany przy Via Appia. W rzeczywistości odłączył się od rebeliantów po zdobyciu wału Krassusa i poległ w walce z Krassusem przed zakończeniem powstania, w bitwie pod Camalatrum.
- Filmowy Kriksos oddziela się od Spartakusa dopiero pod koniec powstania. Tymczasem, uczynił to razem z Oenomaosem zaraz po bitwie pod Wezuwiuszem, a ich los dopełnił się w bitwie pod górą Garganus, zaś jego pogromcą nie był Marek Krassus lecz Lucjusz Gelliusz. Nadciągający z pomocą Spartakus zdołał rozbić rzymską armię. By uczcić pamięć Kriksosa, 300 wziętych do niewoli legionistów zostało zmuszonych do walki na śmierć i życie.
- Kolejność wydarzeń powstańczych została w serialu zmieniona. Poprawna kolejność to: ucieczka ze szkoły i bitwa pod Wezuwiuszem –  pierwszy rozłam i śmierć Kriksosa – dalsze walki i dotarcie do Alp – rezygnacja z przeprawy do Galii i powrót na południe Italii – próba przeprawy na Sycylię i zdrada piratów – próba odcięcia armii buntowników przez siły Krassusa (bitwa o wał) – oddzielenie się Gannikusa – ostatnia bitwa osaczonego Spartakusa.
- W jednym z odcinków przyjaciółki Lukrecji jedzą truskawki, które w rzeczywistości nie były znane w Rzymie. Truskawka została sztucznie otrzymana w Europie w XVIII w. ze skrzyżowania dwóch rodzajów poziomek amerykańskich.

## Postacie

### Rzymianie
Kwintus Lentulus Batiatus – John Hannah
Lanista, właściciel Spartakusa.
Lukrecja – Lucy Lawless
Żona Batiatusa.
Gajusz Klaudiusz Glaber – Craig Parker
Legat armii rzymskiej, odpowiedzialny za pojmanie Spartakusa i sprzedanie go w niewolę.
Marek Licyniusz Krassus – Simon Merrells
Najbogatszy obywatel republiki rzymskiej, starający się za wszelką cenę powstrzymać Spartakusa i jego buntowników.
Gajusz Juliusz Cezar – Todd Lasance
Sprzymierzeniec Marka Krassusa, na którego polecenie przenika do obozu rebeliantów, aby ich skłócić.
Tyberiusz Licyniusz Krassus – Christian Antidormi
Pozbawiony zdolności przywódczych, ambitny syn Krassusa.
Ilithyia – Viva Bianca
Córka senatora Albiniusza, żona Glabera.
Sepiusz – Tom Hobbs
Młody kapuańczyk, który pragnie okryć się chwałą, pojmując Spartakusa nim zrobi to Glaber.
Tuliusz – Stephen Lovatt
Rywal Batiatusa.
Sepia – Hanna Mangan-Lawrence
Młodsza siostra Sepiusza.
Gaja – Jaime Murray
Karierowiczka, przyjaciółka Lukrecji.
Tytus Lentulus Batiatus – Jeffrey Thomas
Ojciec Kwintusa, dawny właściciel ludusu.
Publiusz Waryniusz – Brett Tucker
Rywal Glabera.
Wetiusz – Gareth Williams
Młody pachołek Tuliusza, właściciel konkurencyjnego ludusu.
Soloniusz – Craig Walsh Wrightson
Dawny przyjaciel domu Batiatusa, właściciel konkurencyjnego ludusu.
Laeta – Anna Hutchison
Żona edyla Lacjum, która wraz z garstką pozostałych przy życiu mieszkańców miasta staje się zakładnikami Spartakusa.

### Gladiatorzy i niewolnicy
Spartakus – Andy Whitfield (seria I) i Liam McIntyre (serie II-III)
Tracki niewolnik, sprzedany do ludusu Lentulusa Batiatusa, gdzie zdobywa tytuł mistrza Kapui. W późniejszym czasie przywódca powstania niewolników.
Kriksos – Manu Bennett
Gal, mistrz ludusu Batiatusa przed pojawieniem się Spartakusa. Kochanek Naevii, zastępca Spartakusa w czasie powstania.
Agron – Dan Feuerriegel
Pochodzący z Germanii gladiator sprzedany do ludusu Batiatusa. Po śmierci brata jako pierwszy przyłącza się do powstania Spartakusa, stając się jednym z jego najlepszych wojowników. W późniejszym czasie zakochuje się w Nazirze.
Oinomaos – Peter Mensah
Dawny czempion Batiatusa, który po kontuzji odniesionej na arenie zostaje trenerem (doctore) jego gladiatorów. W późniejszym czasie niechętnie przyłącza się do powstania, służąc Spartakusowi jako doradca i głos rozsądku.
Nazir – Pana Hema Taylor
Młody niewolnik wyzwolony przez Spartakusa i jego wojowników, który w późniejszym czasie z wzajemnością zakochuje się w Agronie.
Rhaskos
Gal, przyjaciel Kriksosa
Naewia – Lesley-Ann Brandt (prequel i seria I) i Cynthia Addai-Robinson (serie II-III)
Osobista niewolnica Lukrecji, sprzedana następnie do kopalni. Ukochana Kriksosa.
Gannikus – Dustin Clare
Dawny czempion ludusu Batiatusa, który już jako wolny człowiek przyłącza się do powstania.
Aszur – Nick E. Tarabay
Pochodzący z Syrii gladiator, który długo kuleje w wyniku rany zadanej mu na arenie przez Kriksosa. W późniejszym czasie pracował dla Batiausa, zajmując się finansami i brudną robotą. Po upadku ludusu pała żądzą zemsty wobec gladiatorów-buntowników, którzy nigdy nie zaakceptowali go jako brata.
Sura – Erin Cummings
Żona Spartakusa, zamordowana przez Batiatusa.
Barka – Antonio Te Maioha
Nazywany Bestią z Kartaginy, jeden z najlepszych gladiatorów Batiatusa, będący jednocześnie jego ochroniarzem.
Warro – Jai Courtney
Rzymianin, który dobrowolnie sprzedaje się na określony czas do ludusu Batiatusa w celu wspomożenia rodziny. Przyjaciel Spartakusa, zabity przez niego w ustawionym pojedynku.
Duro – Ande Cunningham
Pochodzący z Germanii gladiator sprzedany do ludusu Batiatusa. Brat Agrona. Zginął podczas powstania.
Mira – Katrina Law
Niewolnica, której pod groźbą śmierci nakazano uwiedzenie Spartakusa, w którym się wkrótce zakochała, zaś on pierwotnie odrzucił ją, jednak w późniejszym czasie zyskała jego względy. W trakcie powstania zajmuje się kwestiami logistycznymi.
Melitta – Marisa Ramirez
Osobista niewolnica Lukrecji, żona Oinomaosa.
Saksa – Ellen Hollman
Germańska niewolnica wyzwolona przez rebeliantów, do których się przyłącza.
Kore – Jenna Lind
Oddana niewonica i kochanka Marka Krassusa.
Sybilla – Gwendoline Taylor
Była niewolnica, ukochana Gannicusa

## Odcinki
| Seria | Seria | Odcinki | Oryginalna emisja | Oryginalna emisja | Oryginalna emisja (HBO Polska) | Oryginalna emisja (HBO Polska) | Oryginalna emisja (TV Puls) | Oryginalna emisja (TV Puls) | Oryginalna emisja (AXN Black) | Oryginalna emisja (AXN Black) |
| Seria | Seria | Odcinki | Premiera serii    | Finał serii       | Premiera serii                 | Finał serii                    | Premiera serii              | Finał serii                 | Premiera serii                | Finał serii                   |
| ----- | ----- | ------- | ----------------- | ----------------- | ------------------------------ | ------------------------------ | --------------------------- | --------------------------- | ----------------------------- | ----------------------------- |
|       | 1     | 13      | 22 stycznia 2010  | 16 kwietnia 2010  | 19 czerwca 2010                | 11 września 2010               | 3 marca 2013                | 14 kwietnia 2013            | 7 października 2013           | 6 stycznia 2014               |
|       | 2     | 10      | 27 stycznia 2012  | 30 marca 2012     | 17 marca 2012                  | 19 maja 2012                   | 5 maja 2013                 | 12 czerwca 2013             | brak danych                   | brak danych                   |
|       | 3     | 10      | 25 stycznia 2013  | 12 kwietnia 2013  | 16 marca 2013                  | 18 maja 2013                   | 27 kwietnia 2014            | 25 maja 2014                | brak danych                   | brak danych                   |

### Krew i piach(2010)
| Nr | Tytuł                        | Tytuł polski         | Reżyseria          | Scenariusz                              | Premiera         | Premiera w Polsce | Kod    |
| -- | ---------------------------- | -------------------- | ------------------ | --------------------------------------- | ---------------- | ----------------- | ------ |
| 1  | The Red Serpent              | Czerwony wąż         | Rick Jacobson      | Steven S. DeKnight                      | 22 stycznia 2010 | 19 czerwca 2010   | SPS101 |
| 2  | Sacramentum Gladiatorum      | Przysięga gladiatora | Rick Jacobson      | Steven S. DeKnight                      | 29 stycznia 2010 | 26 czerwca 2010   | SPS102 |
| 3  | Legends                      | Legendy              | Grady Hall         | Brent Fletcher                          | 5 lutego 2010    | 3 lipca 2010      | SPS103 |
| 4  | The Thing in the Pit         | Otchłań              | Jesse Warn         | Aaron i Todd Helbing                    | 12 lutego 2010   | 10 lipca 2010     | SPS104 |
| 5  | Shadow Games                 | Igrzyska cienia      | Michael Hurst      | Miranda Kwok                            | 19 lutego 2010   | 17 lipca 2010     | SPS105 |
| 6  | Delicate Things              | Delikatne sprawy     | Rick Jacobson      | Tracy Bellomo, Andrew Chambliss         | 26 lutego 2010   | 24 lipca 2010     | SPS106 |
| 7  | Great and Unfortunate Things | Sprawy istotne       | Jesse Warn         | Brent Fletcher, Steven S. DeKnight      | 5 marca 2010     | 31 lipca 2010     | SPS107 |
| 8  | Mark of the Brotherhood      | Znak braterstwa      | Rowan Woods        | Aaron i Todd Helbing                    | 12 marca 2010    | 7 sierpnia 2010   | SPS108 |
| 9  | Whore                        | Ladacznica           | Michael Hurst      | Daniel Knauf                            | 19 marca 2010    | 14 sierpnia 2010  | SPS109 |
| 10 | Party Favors                 | Dary dla gości       | Chris Martin-Jones | Brent Fletcher, Miranda Kwok            | 26 marca 2010    | 21 sierpnia 2010  | SPS110 |
| 11 | Old Wounds                   | Stare rany           | Glenn Standring    | Daniel Knauf, Dan Filie, Patricia Wells | 2 kwietnia 2010  | 28 sierpnia 2010  | SPS111 |
| 12 | Revelations                  | Odkrycia             | Michael Hurst      | Brent Fletcher                          | 9 kwietnia 2010  | 4 września 2010   | SPS112 |
| 13 | Kill Them All                | Śmierć wszystkim     | Jesse Warn         | Steven S. DeKnight                      | 16 kwietnia 2010 | 11 września 2010  | SPS113 |

### Zemsta(2012)
| Nr | Tytuł                 | Tytuł polski      | Reżyseria          | Scenariusz           | Premiera         | Premiera w Polsce | Kod    |
| -- | --------------------- | ----------------- | ------------------ | -------------------- | ---------------- | ----------------- | ------ |
| 1  | Fugitivus             | Fugitivus         | Michael Hurst      | Steven S. DeKnight   | 27 stycznia 2012 | 17 marca 2012     | SPS201 |
| 2  | A Place in This World | Miejsce w świecie | Jesse Warn         | Brent Fletcher       | 3 lutego 2012    | 24 marca 2012     | SPS202 |
| 3  | The Greater Good      | Większe dobro     | Brendan Maher      | Tracy Bellomo        | 10 lutego 2012   | 31 marca 2012     | SPS203 |
| 4  | Empty Hands           | Z pustymi rękoma  | Mark Beesley       | Allison Miller       | 17 lutego 2012   | 7 kwietnia 2012   | SPS204 |
| 5  | Libertus              | Libertus          | Rick Jacobson      | Aaron i Todd Helbing | 24 lutego 2012   | 14 kwietnia 2012  | SPS205 |
| 6  | Chosen Path           | Dokonane wybory   | Michael Hurst      | Misha Green          | 2 marca 2012     | 21 kwietnia 2012  | SPS206 |
| 7  | Sacramentum           | Sacramentum       | Jesse Warn         | Seamus Kevin Fahey   | 9 marca 2012     | 28 kwietnia 2012  | SPS207 |
| 8  | Balance               | Zapłata           | Chris Martin-Jones | Jed Whedon           | 16 marca 2012    | 5 maja 2012       | SPS208 |
| 9  | Monsters              | Potwory           | TJ Scott           | Brent Fletcher       | 23 marca 2012    | 12 maja 2012      | SPS209 |
| 10 | Wrath of the Gods     | Gniew bogów       | Jesse Warn         | Steven S. DeKnight   | 30 marca 2012    | 19 maja 2012      | SPS210 |

### Wojna potępionych(2013)
| Nr | Tytuł                  | Tytuł polski             | Reżyseria     | Scenariusz              | Premiera         | Premiera w Polsce | Kod    |
| -- | ---------------------- | ------------------------ | ------------- | ----------------------- | ---------------- | ----------------- | ------ |
| 1  | Enemies of Rome        | Nieprzyjaciele Rzymu     | Mark Beesley  | Steven S. DeKnight      | 25 stycznia 2013 | 16 marca 2013     | SPS301 |
| 2  | Wolves at the Gate     | Wilki u bram             | Jesse Warn    | Aaron i Todd Helbing    | 1 lutego 2013    | 23 marca 2013     | SPS302 |
| 3  | Men of Honor           | Ludzie honoru            | John Fawcett  | Brent Fletcher          | 8 lutego 2013    | 30 marca 2013     | SPS303 |
| 4  | Decimation             | Decymacja                | Michael Hurst | Seamus Kevin Fahey      | 22 lutego 2013   | 6 kwietnia 2013   | SPS304 |
| 5  | Blood Brothers         | Bracia krwi              | TJ Scott      | Allison Miller          | 1 marca 2013     | 13 kwietnia 2013  | SPS305 |
| 6  | Spoils of War          | Łupy wojenne             | Mark Beesley  | Jed Whedon              | 8 marca 2013     | 20 kwietnia 2013  | SPS306 |
| 7  | Mors Indecepta         | Śmierć jest nieunikniona | Jesse Warn    | David Kob, Mark Leitner | 15 marca 2013    | 27 kwietnia 2013  | SPS307 |
| 8  | Seperate Paths         | Drogi się rozchodzą      | TJ Scott      | Brent Fletcher          | 22 marca 2013    | 4 maja 2013       | SPS308 |
| 9  | The Dead and the Dying | Umarli i umierający      | Michael Hurst | Jeffrey Bell            | 5 kwietnia 2013  | 11 maja 2013      | SPS309 |
| 10 | Victory                | Zwycięstwo               | Rick Jacobson | Steven S. DeKnight      | 12 kwietnia 2013 | 18 maja 2013      | SPS310 |